# Plaza Amadeo Sabattini

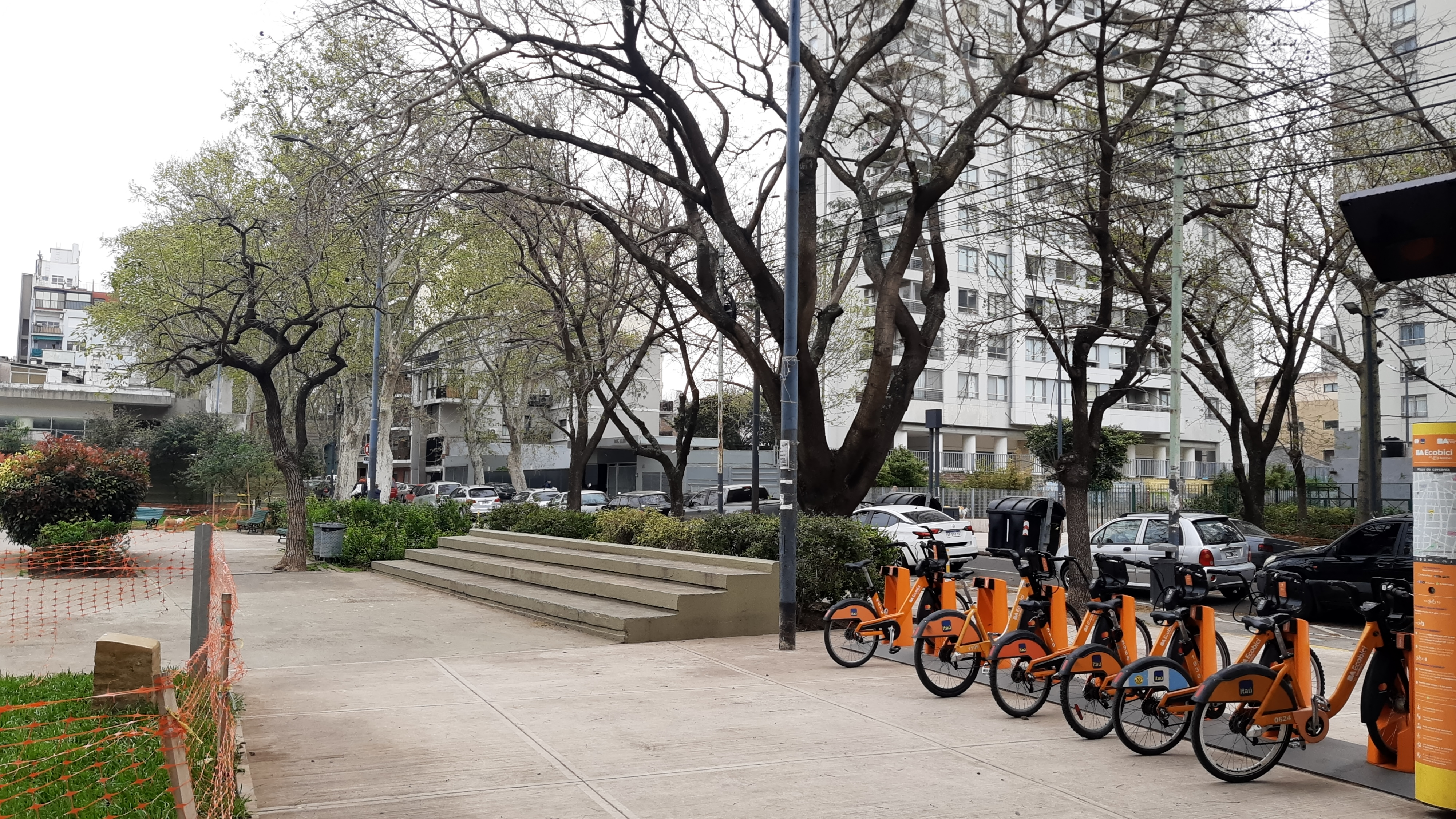
Vista de la plaza Amadeo Sabattini.

La Plaza Amadeo Sabattini es un espacio verde ubicado en el barrio de Caballito de la Ciudad de Buenos Aires, en la intersección de las calles Colpayo y Felipe Vallese. Tiene una superficie de cerca de 4250 m² y la particularidad de extenderse a ambos lados de la calle Felipe Vallese, con una forma rectangular que ocupa un aproximadamente un cuarto de las respectivas manzanas.
Fue inaugurada en 1987, cuando la Municipalidad de la Ciudad de Buenos Aires libró al uso público terrenos que había ocupado la empresa Panificación Argentina, fabricante del célebre pan Lactal. Recibe su nombre como homenaje al político de la Unión Cívica Radical Amadeo Sabattini, gobernador de la provincia de Córdoba entre 1936 y 1940. En 2003 los vecinos fueron convocados a participar de un proceso de diagnóstico que llevó a la sanción de un rediseño de la plaza por parte de la Legislatura de la Ciudad de Buenos Aires.
El espacio verde fue reinaugurado en 2007 con la incorporación de 1800 m² que figuraban en los planos catastrales pero no habían hasta entonces sido parquizados y la creación de nuevas instalaciones.
La plaza cuenta con juegos infantiles, equipamiento para gimnasia, una cancha de bochas, una pequeña cancha de básquet, una cancha de fútbol, un espacio para la práctica de skate, mesas de ajedrez y una ermita con una imagen de la Virgen María para veneración de los fieles. Los días jueves es sede de una de las ferias itinerantes de abastecimiento barrial organizadas por el Gobierno de la Ciudad.